# BAe 146
BAe 146/Авро РЈ (BAe 146/Avro RJ) је фамилија регионалних млазних путничких авиона произвођена од 1978. до 2002. године у Уједињеном Краљевству.
Од авио-компанија у Србији Центавиа користи овај тип авиона.
Варијанте:
- BAe 146-100/Avro RJ70
- BAe 146-200/Avro RJ85/Avro RJX85
- BAe 146-300/Avro RJ100/Avro RJX100

Спецификације